# 80 mètres haies aux Jeux olympiques d'été de 1952
Pour un article plus général, voir Athlétisme aux Jeux olympiques d'été de 1952.
Navigation
Londres 1948 Melbourne 1956
L'épreuve du 80 mètres haies aux Jeux olympiques de 1952 s'est déroulée les 23 et 24 juillet 1952 au Stade olympique d'Helsinki, en Finlande. Elle est remportée par l'Australienne Shirley Strickland.

## Résultats

### Finale
| Rang               | Athlète                        | Pays             | Temps  | Notes |
| ------------------ | ------------------------------ | ---------------- | ------ | ----- |
| Médaille d'or      | Shirley Strickland de la Hunty | Australie        | 10 s 9 | WR    |
| Médaille d'argent  | Maria Golubnichaya             | Union soviétique | 11 s 1 |       |
| Médaille de bronze | Maria Sander                   | Allemagne        | 11 s 1 |       |
| 4                  | Anneliese Seonbuchner          | Allemagne        | 11 s 2 |       |
| 5                  | Jean Desforges                 | Grande-Bretagne  | 11 s 6 |       |
|                    | Fanny Blankers-Koen            | Pays-Bas         | DNF    |       |